# Crineias
Na mitologia grega, as crineias ou crinaias (em grego Κρηναῖαι, Krênaîai, de κρήνη, krénê, "fonte") são náiades que habitam as fontes.